# Eidgenössische Volksabstimmung über das Energiegesetz
Die eidgenössische Volksabstimmung über das Energiegesetz war eine Volksabstimmung über das Energiegesetz (EnG) vom 30. September 2016. Gegen dieses Gesetz wurde das fakultative Referendum ergriffen. In der Folge wurde die Vorlage am 21. Mai 2017 dem Souverän zur Abstimmung unterbreitet und mit Mehrheit angenommen.

## Inhalt der Gesetzesänderung
Mit der Änderung des Energiegesetzes gedachte der Bundesrat, auf die verschiedenen Änderungen in der Energiepolitik zu reagieren. Diese umfassten einerseits den von Bundesrat und Parlament 2011 beschlossenen schrittweisen Ausstieg aus der Kernenergie durch Nichtersetzen alter Kraftwerke, andererseits die vermehrt geförderten erneuerbaren Energien. Auf diese und weitere Veränderungen wollten Bundesrat und Parlament mit der Energiestrategie 2050 reagieren. Der Bundesrat stellte sein Massnahmenpaket der Atomausstiegsinitiative als indirekter Gegenvorschlag entgegen. Die Strategie ist langfristig angelegt und wird schrittweise umgesetzt. Das Parlament hat im Herbst 2016 ein erstes Paket verabschiedet. Es enthält neben dem Verbot zum Bau neuer Kernkraftwerke Massnahmen, um den Energieverbrauch zu senken, die Energieeffizienz zu erhöhen sowie die Produktion aus erneuerbaren Energien zu steigern. Ein wichtiges Ziel der Energiestrategie 2050 ist ein effizienterer Energieverbrauch. Hierfür wurden unter anderem die Gebäude ins Visier genommen, die ca. 33 % der gesamten CO₂-Emissionen der Schweiz verursachen. Sie verbrauchen zudem 40 % der gesamten Energie; darin eingerechnet sind Elektrizität, Heizung, Klimatisierung, Warmwasser etc. Damit besser mit den Ressourcen umgegangen wird, haben Bund und Kantone im Jahr 2010 ein Gebäudeprogramm lanciert, das bei Hauseigentümern Anreize schaffen soll, alte Gebäude energetisch zu sanieren: Wer z. B. eine Ölheizung durch eine Wärmepumpe ersetzt oder das Haus besser isoliert, kann finanzielle Unterstützung beantragen. Durch energetische Sanierungen sinken der Energieverbrauch und der CO₂-Ausstoss. Das Gebäudeprogramm lief Ende 2019 aus. Damit die Massnahmen aber verlängert werden konnten, zog man sie in die Revision des Energiegesetzes mit ein. Das Gebäudeprogramm wurde bis zur Revision mit maximal 300 Millionen Franken aus der CO₂-Abgabe auf fossile Brennstoffe finanziert; die Kantone leisteten ebenso einen Teil. Nach der Revision wurden 450 Millionen aus der CO₂-Abgabe gespeist. Abgesehen von den Gebäuden wurden Massnahmen zugleich im Bereich Verkehr getroffen. Dort wurden die Vorschriften zum CO₂-Ausstoss für Neuwagen verschärft und erweitert. Personenwagen dürfen im Durchschnitt über die ganze Neuwagenflotte ab 2021 nur noch 95 g CO₂/km ausstossen; das ist rund ein Viertel weniger als vor der Revision. Lieferwagen und leichte Sattelschlepper werden ebenfalls erfasst. Weiter wird die Förderung kleiner Wasserkraftwerke gestoppt, da deren Einfluss auf die Umwelt im Vergleich zum Ertrag nicht verhältnismässig sei. Grössere Wasserkraftwerke sowie Photovoltaik und Biomasseanlagen könnten dagegen staatliche Investitionen erhalten.

## Empfehlungen der eidgenössischen Behörden
Bundesrat und Parlament empfahlen, das Energiegesetz anzunehmen. Der Nationalrat hatte die Vorlage mit 120 zu 72 Stimmen bei 6 Enthaltungen gutgeheissen, der Ständerat mit 35 zu 6 Stimmen bei 3 Enthaltungen.

## Referendum
Im August 2016 kündigte die Initiative Alliance Energie an, das fakultative Referendum gegen das Gesetz ergreifen zu wollen. Die SVP entschloss sich im Oktober 2016, das Referendum zu unterstützen. Unterstützt wurde das Referendum ausserdem von den Verbänden Swissmem, Gastrosuisse, Astag, Swiss Plastics, Swissoil, Auto Schweiz, dem Bund der Steuerzahler und den Jungfreisinnigen. Kritisiert wurden an dem Gesetz insbesondere die massiven Eingriffe in alle Lebensbereiche sowie die hohen Kosten, welche auf die Bürger zukämen. Der Wirtschaftsverband Economiesuisse und der Gewerbeverband lehnten das Referendum ab. Am 19. Januar 2017 reichte die SVP 68'390 beglaubigte Unterschriften ein.

## Meinungsumfragen
| Institut                   | Auftraggeber | Datum          | Ja | Eher Ja | Unentschieden Keine Antwort | Eher Nein | Nein |
| -------------------------- | ------------ | -------------- | -- | ------- | --------------------------- | --------- | ---- |
| Leemann/Wasserfallen       | Tamedia      | 5. Mai 2017    | 48 | 5       | 2                           | 4         | 41   |
| gfs.Bern                   | SRG SSR      | 29. April 2017 | 34 | 22      | 7                           | 10        | 27   |
| Leemann/Wasserfallen (PDF) | Tamedia      | 25. April 2017 | 47 | 8       | 3                           | 7         | 35   |
| Leemann/Wasserfallen       | Tamedia      | 7. April 2017  | 48 | 8       | 2                           | 7         | 35   |
| gfs.Bern                   | SRG SSR      | 23. März 2017  | 33 | 28      | 9                           | 11        | 19   |

Bemerkungen: Angaben in Prozent. Das Datum bezeichnet den mittleren Zeitpunkt der Umfrage, nicht den Zeitpunkt der Publikation der Umfrage.

## Volksabstimmung

### Haltungen der Parteien
Ja-Parole: BDP, CSP, CVP, EVP, FDP, Grüne, GLP, KVP, PdA, SD, SP
Nein-Parole: SVP, FPS, Lega, MCG, EDU

Ergebnisse nach Kantonen

### Abstimmungsfrage
Wollen Sie das Energiegesetz (EnG) vom 30. September 2016 annehmen?

### Ergebnisse
Das Energiegesetz kam am 21. Mai 2017 zur Abstimmung. Es wurde vom Volk mit einem Ja-Anteil von 58,2 % angenommen.
| Kanton                 | Ja (Stimmen) | Ja (%) | Nein (Stimmen) | Nein (%) | Beteiligung (%) |
| ---------------------- | ------------ | ------ | -------------- | -------- | --------------- |
| Aargau                 | 085'056      | 48,2 % | 091'280        | 51,8 %   | 42,1 %          |
| Appenzell Ausserrhoden | 009'323      | 53,8 % | 007'991        | 46,2 %   | 44,9 %          |
| Appenzell Innerrhoden  | 002'303      | 56,0 % | 001'809        | 44,0 %   | 35,8 %          |
| Basel-Landschaft       | 042.251      | 53,4 % | 036.891        | 46,6 %   | 42,8 %          |
| Basel-Stadt            | 034'995      | 63,4 % | 020'160        | 36,6 %   | 49,2 %          |
| Bern                   | 166'071      | 55,5 % | 132'930        | 44,5 %   | 40,7 %          |
| Freiburg               | 048'468      | 63,2 % | 028'258        | 36,8 %   | 38,8 %          |
| Genf                   | 079'311      | 72,5 % | 030'013        | 27,5 %   | 43,2 %          |
| Glarus                 | 004'119      | 43,7 % | 005'300        | 56,3 %   | 35,9 %          |
| Graubünden             | 030'963      | 58,7 % | 021'748        | 41,3 %   | 38,8 %          |
| Jura                   | 012'304      | 62,7 % | 007'312        | 37,3 %   | 37,9 %          |
| Luzern                 | 072'209      | 58,5 % | 051'319        | 41,5 %   | 45,5 %          |
| Neuenburg              | 029'884      | 69,6 % | 013'048        | 30,4 %   | 38,7 %          |
| Nidwalden              | 006'983      | 50,6 % | 006'826        | 49,4 %   | 45,1 %          |
| Obwalden               | 006'364      | 49,8 % | 006'415        | 50,2 %   | 49,3 %          |
| Schaffhausen           | 016'251      | 51,2 % | 015'506        | 48,8 %   | 65,2 %          |
| Schwyz                 | 021'452      | 44,2 % | 027'077        | 55,8 %   | 47,0 %          |
| Solothurn              | 038'976      | 50,6 % | 038'072        | 49,4 %   | 43,5 %          |
| St. Gallen             | 068'346      | 52,2 % | 062'523        | 47,8 %   | 40,9 %          |
| Tessin                 | 051'831      | 56,7 % | 039'515        | 43,3 %   | 42,4 %          |
| Thurgau                | 033'955      | 51,4 % | 032'116        | 48,6 %   | 39,5 %          |
| Uri                    | 005'128      | 51,7 % | 004'787        | 48,3 %   | 37,7 %          |
| Waadt                  | 137'451      | 73,5 % | 049'514        | 26,5 %   | 43,1 %          |
| Wallis                 | 057'831      | 63,4 % | 033'414        | 36,6 %   | 42,4 %          |
| Zug                    | 019'139      | 53,8 % | 016'407        | 46,2 %   | 47,1 %          |
| Zürich                 | 240'983      | 58,8 % | 168'938        | 41,2 %   | 45,1 %          |
| Schweiz                | 1'321'947    | 58,2 % | 949'169        | 41,8 %   | 42,4 %          |